# Ophyx resignans
Ophyx resignans là một loài bướm đêm trong họ Erebidae.